# Agalinis ovatifolia
Agalinis ovatifolia là loài thực vật có hoa thuộc họ Cỏ chổi. Loài này được (Rusby) S. Beck mô tả khoa học đầu tiên.